# Feldkirchen in Kärnten
Feldkirchen in Kärnten (tiếng Slovene: Trg) là một thị xã ở bang của Áo Carinthia và là thủ phủ của huyện cùng tên. Thị này gồm các Katastralgemeinden Fasching, Feldkirchen, Glanhofen, Gradisch, Hoefling, Klein Sankt Veit, Pernegg, Rabensdorf, Sankt Ulrich, Sittich, Tschwarzen và Waiern.
Feldkirchen nằm ở rìa bắc của lưu vực Klagenfurt tại nơi giao lộ của các xa lộ liên bang (Bundesstraßen) B 93 Gurktal Straße về phía Friesach, B 94 Ossiacher Straße đến Villach và B 95 Turracher Straße đến Klagenfurt. Cả hai sông Glan và Tiebel là nguồn nước chính của hồ Ossiach, đều chảy qua thị xã.

## Địa lý
| Himmelberg     | Steuerberg  | Sankt Urban |
| Steindorf      |             | Glanegg     |
| Ossiach Velden | Techelsberg | Moosburg    |

## Lịch sử
Khu định cư có thể đã phát triển tại địa điểm của Beliandrum mansio dọc theo con đường La Mã từ Teurnia gần Spittal an der Drau đến Virunum, thủ phủ của tỉnh Noricum. Một bia mộ La Mã thế kỷ 2 hiện được gắn vào tường của nhà thờ chi nhánh Thánh Michael. Tư liệu sớm nhất nhắc đến Feldkirchen là dưới tên Ueldchiricha ("Nhà thờ giữa đồng") trong một văn bản năm 888 của Arnulf xứ Carinthia. Nhà thờ giáo xứ Maria im Dorn, một vương cung thánh đường Romanesque với dàn hợp xướng kiểu Carolingian, là một trong những công trình tôn giáo lâu đời nhất ở Carinthia.  
Feldkirchen, từng là điền trang của dòng dõi quý tộc Eppenstein, được chuyển nhượng cho Giáo phận Bamberg vào năm 1166. Các giám mục đã cho xây dựng Amthof, trụ sở hành chính địa phương khi đó, ngày nay là nơi tổ chức sự kiện văn hóa và bảo tàng nhỏ. Cuối cùng Maria Theresa của Áo mua lại Feldkirchen vào năm 1759. Ngôi làng Markstein ở phía nam trung tâm thị trấn từng là trạm kiểm soát biên giới giữa Đế quốc Áo và vùng Thượng Carinthia thuộc các tỉnh Illyria ngắn ngủi thời Napoléon. Công trình trạm hải quan và bia đá biên giới vẫn còn. Feldkirchen nhận đặc quyền thị trấn năm 1930.  

## Nhân khẩu học
Theo điều tra dân số năm 2001, Feldkirchen có 14.030 cư dân. Trong đó, 77,1% tự nhận là Giáo hội Công giáo Rôma, 12,0% là Tin Lành, 0,8% thuộc Chính thống giáo, và 5,1% là Hồi giáo. 2,0% không tôn giáo.  

## Danh thắng
- Nhà thờ giáo xứ Công giáo Maria im Dorn
- Nhà thờ Công giáo St. Michael
- Nhà thờ Công giáo St. Martin
- Nhà thờ Công giáo St. Ulrich
- Amthof
- Antoniusheim

## Thư viện ảnh

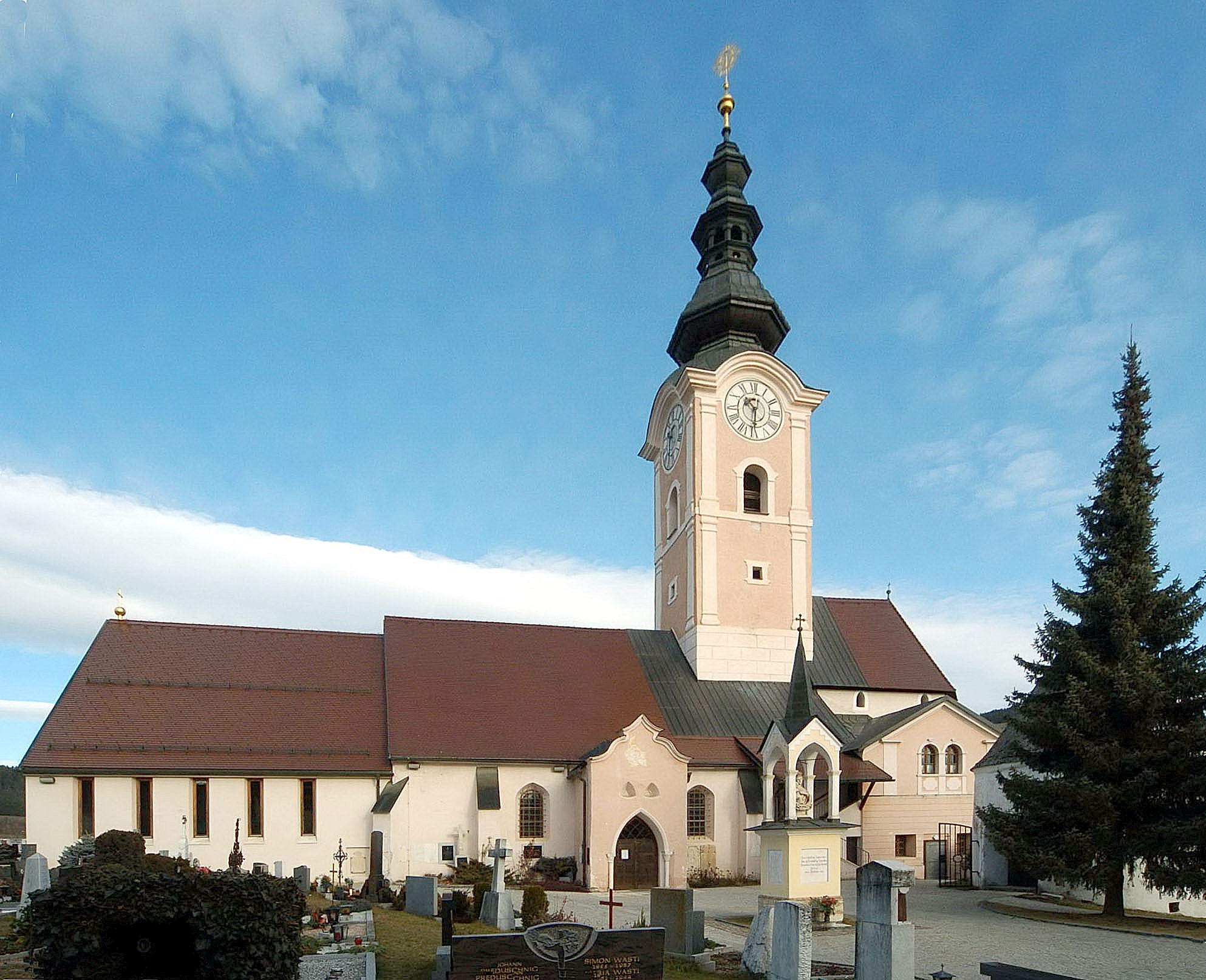
Nhà thờ giáo xứ Maria im Dorn
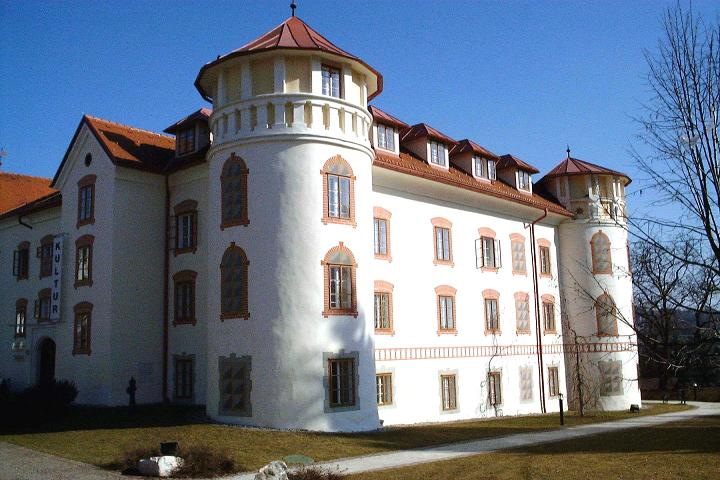
Amthof
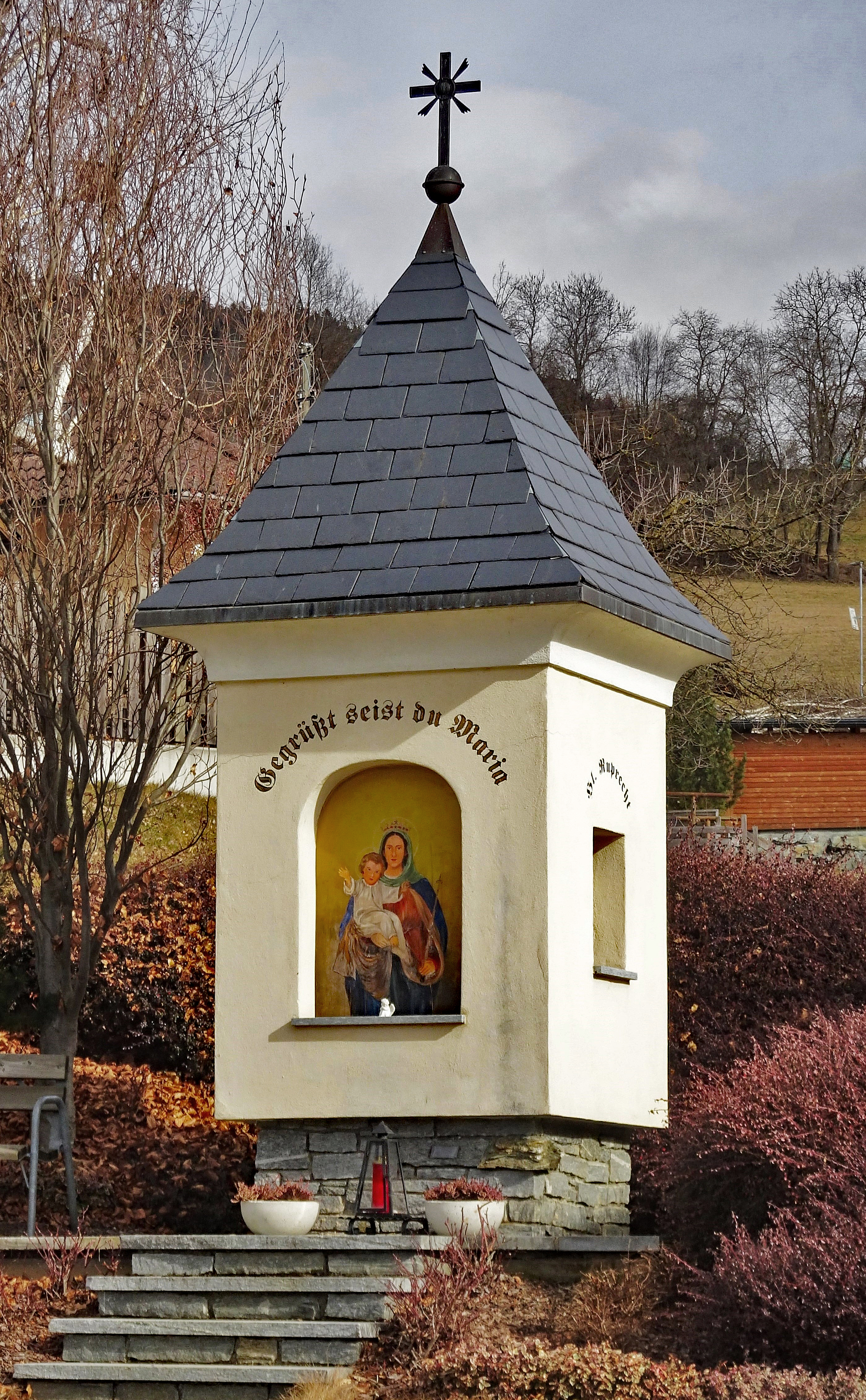
Thánh giá Luager

## Chính trị
Số ghế trong hội đồng đô thị (Gemeinderat) theo bầu cử năm 2015:
- Đảng Dân chủ Xã hội Áo (SPÖ): 14
- Đảng Nhân dân Áo (ÖVP): 10
- Đảng Tự do Áo (FPÖ): 3
- Đảng Xanh: 2
- FePlus: 2

## Quan hệ quốc tế

### Thành phố kết nghĩa
Feldkirchen ở Kärnten là thành phố kết nghĩa với:
- Bamberg, Đức, từ 1993
- Ahrensburg, Đức, từ 1998

## Nhân vật nổi bật

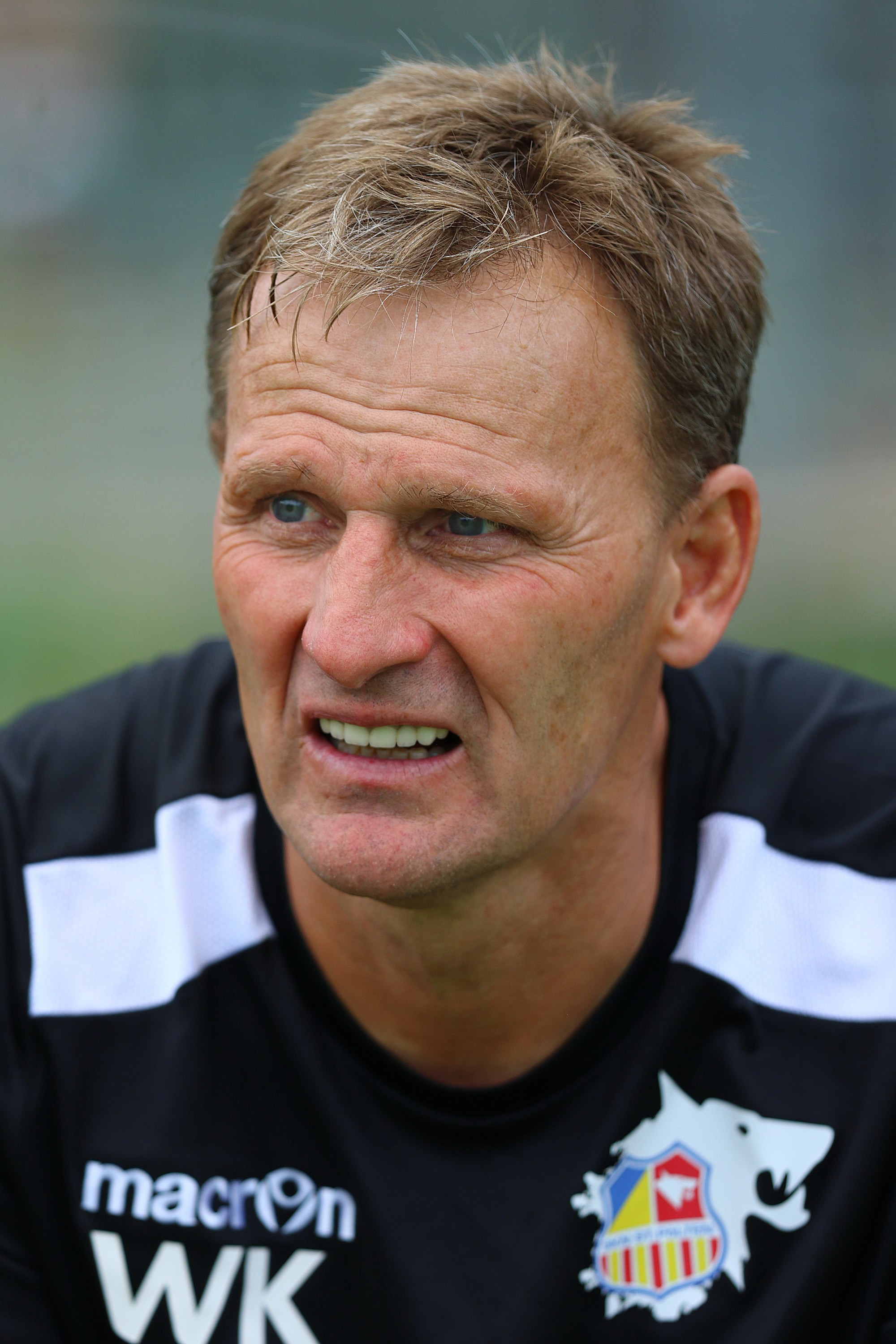
Wolfgang Knaller, 2018

- Otto Maria Polley (Wiki DE) (1910–1984), nhà văn
- Wolfgang Neumann (sinh 1945), nam ca sĩ opera Áo (heldentenor)
- Herbert Gantschacher (sinh 1956), đạo diễn, nhà sản xuất, nhà văn
- Claudia Arpa (sinh 1967), chính trị gia (SPÖ), từng là Chủ tịch Hội đồng Liên bang Áo

### Thể thao
- Wolfgang Knaller (sinh 1961), thủ môn bóng đá Áo, thi đấu hơn 420 trận
- Klaus Rohseano (sinh 1969), cựu cầu thủ bóng đá Áo, thi đấu hơn 310 trận
- Siegfried Grabner (sinh 1975), vận động viên trượt tuyết, huy chương đồng tại Thế vận hội Mùa đông 2006